# Elton Brand
Elton Tyron Brand (Cortland, 11 febbraio 1979) è un ex cestista e dirigente sportivo statunitense, di ruolo ala grande.

## Carriera

### Esordi
Fin dal primo anno di high school, Brand rivelò alla madre l'intenzione di proseguire studi e carriera cestistica iscrivendosi nelle migliori università, per diventare poi un professionista.
Grazie al lavoro svolto sui suoi movimenti nei pressi del canestro dall'allenatore del liceo, Lou Panzanaro, e alla sua grande etica lavorativa, Brand, all'epoca alto 194 cm, divenne uno dei migliori liceali. Con la squadra di basket della High School vinse due titoli statali. Rimanendo fedele alla sua idea originaria di voler studiare e giocare in un college prestigioso, scelse l'Università Duke. Il suo primo anno di college fu sfortunato: a causa di un infortunio al piede sinistro saltò le prime quindici partite. Rientra e gioca 21 partite, concludendo la sua stagione con 13,4 punti, 7,3 rimbalzi e 1,2 stoppate di media. La stagione 1998-99 Brand gioca 39 partite con i Blue Devils e in 30 minuti medi di impiego ottiene 17,7 punti, 9,8 rimblzi e 2,2 stoppate a partita, con una percentuale al tiro invidiabile: il 62% (la migliore della sua conference).

### NBA
Nel 1999 si dichiara eleggibile per il draft NBA, dove viene chiamato con la prima scelta assoluta dai Chicago Bulls, orfani di Michael Jordan e Scottie Pippen. Nelle stagioni 1999-2000 e 2000-01 ottiene statistiche in "fotocopia": 20,1 punti e 10,1 rimbalzi di media. Nell'estate del 2001 viene mandato ai Los Angeles Clippers, in cambio dei diritti del rookie Tyson Chandler e Brian Skinner, perché i Bulls volevano puntare sulla giovane e fisicamente dotata coppia di lunghi Chandler-Curry. Nell'estate 2002 viene convocato dalla nazionale USA per disputare i Mondiali di basket giocati in casa, a Indianapolis.
Nel 2003 firma un contratto milionario con i Clippers: 82 milioni di dollari in sei anni. La stagione 2005-06 è la migliore della carriera di Brand: 24,7 punti, 10 rimbalzi e 2,54 stoppate di media. I Clippers accedono ai play-off. Nella Post Season Elton ottiene 25,4 punti, 10,3 rimbalzi e 2,58 stoppate in 12 gare disputate. Nell'estate 2006 veste nuovamente la maglia della nazionale USA per i Mondiali di basket, svoltisi in Giappone e terminati con un bronzo. Nonostante un'altra stagione da oltre 20 punti a gara la sua squadra non si qualifica ai play-off.
Nell'agosto del 2007 si rompe il tendine d'Achille. Salta quasi tutta la stagione, rientrando solo per le ultime 8 partite, collezionando 17,6 punti e 8 rimbalzi di media. I Clippers, falcidiati dagli infortuni, falliscono anche in questa stagione i play-off.
A fine giugno 2008 il contratto di Brand con i Los Angeles Clippers scade. Elton accetta di trasferirsi ai Philadelphia 76ers per 82 milioni di dollari in cinque anni, rifiutando l'offerta di rinnovo dei Clippers e la proposta dei Golden State Warriors. Anche quest'annata è funestata da un infortunio (questa volta alla spalla) che richiede un intervento chirurgico e gli fa saltare quasi tutta la stagione.

## Statistiche

### NCAA
| Anno      | Squadra          | PG | PT | MP   | TC%  | 3P% | TL%  | RP  | AP  | PRP | SP  | PP   |
| --------- | ---------------- | -- | -- | ---- | ---- | --- | ---- | --- | --- | --- | --- | ---- |
| 1997-1998 | Duke Blue Devils | 21 | -  | -    | 59,2 | -   | 60,4 | 7,3 | 0,5 | 1,5 | 1,3 | 13,4 |
| 1998-1999 | Duke Blue Devils | 39 | -  | 29,3 | 62,0 | -   | 70,7 | 9,8 | 1,1 | 1,3 | 2,2 | 17,7 |
| Carriera  | Carriera         | 60 | -  | 29,3 | 61,2 | -   | 67,2 | 8,9 | 0,9 | 1,4 | 1,9 | 16,2 |

### NBA

#### Regular season
| Anno      | Squadra            | PG   | PT  | MP   | TC%  | 3P%   | TL%  | RP   | AP  | PRP | SP  | PP   |
| --------- | ------------------ | ---- | --- | ---- | ---- | ----- | ---- | ---- | --- | --- | --- | ---- |
| 1999-2000 | Chicago Bulls      | 81   | 80  | 37,0 | 48,2 | 0,0   | 68,5 | 10,0 | 1,9 | 0,8 | 1,6 | 20,1 |
| 2000-2001 | Chicago Bulls      | 74   | 74  | 39,3 | 47,6 | 0,0   | 70,8 | 10,1 | 3,2 | 1,0 | 1,6 | 20,1 |
| 2001-2002 | L.A. Clippers      | 80   | 80  | 37,8 | 52,7 | -     | 74,2 | 11,6 | 2,4 | 1,0 | 2,0 | 18,2 |
| 2002-2003 | L.A. Clippers      | 62   | 61  | 39,6 | 50,2 | 0,0   | 68,5 | 11,3 | 2,5 | 1,1 | 2,5 | 18,5 |
| 2003-2004 | L.A. Clippers      | 69   | 68  | 38,7 | 49,3 | 0,0   | 77,3 | 10,3 | 3,3 | 0,9 | 2,2 | 20,0 |
| 2004-2005 | L.A. Clippers      | 81   | 81  | 37,0 | 50,3 | 0,0   | 75,2 | 9,5  | 2,6 | 0,8 | 2,1 | 20,0 |
| 2005-2006 | L.A. Clippers      | 79   | 79  | 39,2 | 52,7 | 33,3  | 77,5 | 10,0 | 2,6 | 1,0 | 2,5 | 24,7 |
| 2006-2007 | L.A. Clippers      | 80   | 80  | 38,5 | 53,3 | 100,0 | 76,1 | 9,3  | 2,9 | 1,0 | 2,2 | 20,5 |
| 2007-2008 | L.A. Clippers      | 8    | 6   | 34,3 | 45,6 | -     | 78,7 | 8,0  | 2,0 | 0,4 | 1,9 | 17,6 |
| 2008-2009 | Philadelphia 76ers | 29   | 23  | 31,7 | 44,7 | -     | 67,6 | 8,8  | 1,3 | 0,6 | 1,6 | 13,8 |
| 2009-2010 | Philadelphia 76ers | 76   | 57  | 30,2 | 48,0 | 0,0   | 73,8 | 6,1  | 1,4 | 1,1 | 1,1 | 13,1 |
| 2010-2011 | Philadelphia 76ers | 81   | 81  | 34,7 | 51,2 | 0,0   | 78,0 | 8,3  | 1,5 | 1,1 | 1,3 | 15,0 |
| 2011-2012 | Philadelphia 76ers | 60   | 60  | 28,9 | 49,4 | 0,0   | 73,3 | 7,2  | 1,6 | 1,0 | 1,6 | 11,0 |
| 2012-2013 | Dallas Mavericks   | 72   | 18  | 21,2 | 47,3 | 0,0   | 71,0 | 6,0  | 1,0 | 0,7 | 1,3 | 7,2  |
| 2013-2014 | Atlanta Hawks      | 73   | 15  | 19,4 | 53,9 | 0,0   | 64,9 | 4,9  | 1,0 | 0,5 | 1,2 | 5,7  |
| 2014-2015 | Atlanta Hawks      | 36   | 4   | 13,5 | 44,2 | 0,0   | 52,2 | 2,8  | 0,6 | 0,5 | 0,7 | 2,7  |
| 2015-2016 | Philadelphia 76ers | 17   | 1   | 13,2 | 43,1 | 0,0   | 88,9 | 3,7  | 1,1 | 0,5 | 0,5 | 4,1  |
| Carriera  | Carriera           | 1058 | 868 | 33,0 | 50,0 | 9,5   | 73,6 | 8,5  | 2,1 | 0,9 | 1,7 | 15,9 |
| All-Star  | All-Star           | 2    | 0   | 18,0 | 55,3 | -     | -    | 8,5  | 0,5 | 0,5 | 0,5 | 9,0  |

#### Play-off
| Anno     | Squadra            | PG | PT | MP   | TC%  | 3P% | TL%  | RP   | AP  | PRP | SP  | PP   |
| -------- | ------------------ | -- | -- | ---- | ---- | --- | ---- | ---- | --- | --- | --- | ---- |
| 2006     | L.A. Clippers      | 12 | 12 | 43,1 | 55,1 | 0,0 | 75,0 | 10,3 | 4,0 | 0,9 | 2,6 | 25,4 |
| 2011     | Philadelphia 76ers | 5  | 5  | 37,0 | 54,8 | -   | 76,9 | 8,4  | 0,6 | 0,4 | 1,2 | 15,6 |
| 2012     | Philadelphia 76ers | 13 | 13 | 27,4 | 46,5 | -   | 62,5 | 4,8  | 0,5 | 0,8 | 1,5 | 8,6  |
| 2014     | Atlanta Hawks      | 7  | 0  | 11,6 | 16,7 | -   | 80,0 | 3,3  | 0,9 | 0,1 | 0,9 | 1,1  |
| 2015     | Atlanta Hawks      | 3  | 0  | 1,3  | 0,0  | -   | 50,0 | 0,3  | 0,0 | 0,0 | 0,0 | 0,3  |
| Carriera | Carriera           | 40 | 30 | 28,6 | 51,6 | 0,0 | 71,9 | 6,3  | 1,6 | 0,6 | 1,6 | 12,6 |

#### Massimi in carriera
- Massimo di punti: 44 (2 volte)[1]
- Massimo di rimbalzi: 23 (2 volte)
- Massimo di assist: 10 vs Indiana Pacers (26 gennaio 2003)
- Massimo di palle rubate: 5 (3 volte)
- Massimo di stoppate: 8 (4 volte)
- Massimo di minuti giocati: 55 (2 volte)

## Palmarès
- 1997: McDonald's All-American Game
- 1999: NCAA AP Player of the Year
- 1999: NCAA John R. Wooden Award
- 1999: NCAA Naismith Men's College Player of the Year Award
- 1999: NCAA AP All-America First Team
- 2000: NBA Rookie of the Year Award insieme a Steve Francis
- 2000: NBA All-Rookie First Team
- 2002, 2006: convocato per l'NBA All Star Game
- 2002: Convocato con la nazionale ai Mondiali di Indianapolis
- 2006: All-NBA Second Team
- 2006: medaglia di bronzo con la nazionale ai Mondiali
- 2 volte maggior numero di rimbalzi offensivi in stagione NBA
- Ventitreesimo miglior stoppatore di sempre NBA